# Macchine mortali (film)
Macchine mortali (Mortal Engines) è un film del 2018 diretto da Christian Rivers, al debutto da regista, ambientato in un futuro distopico postapocalittico.
La pellicola è l'adattamento cinematografico dell'omonimo romanzo del 2001 di Philip Reeve.

## Trama
Durante il XXI secolo avviene la guerra dei 60 minuti: in tale lasso di tempo il mondo viene devastato e l'umanità portata sull'orlo dell'estinzione tramite l'uso di armi quantiche denominate "Medusa" che hanno causato enormi sconvolgimenti geologici. Per sfuggire ai continui terremoti, eruzioni vulcaniche e altre calamità naturali, i sopravvissuti tramutano i loro insediamenti in enormi veicoli, dando così origine all'era delle grandi città predatrici dell'Ovest.
Più di 1.000 anni dopo, l'instabilità geologica è terminata, e in molte parti del mondo è sorto il movimento antitrazionista che si oppone al mantenimento delle città trazionate, le quali consumano enormi quantità di risorse. Fra queste ultime vi è Londra. Questa lascia la Gran Bretagna e, giunta nell'Europa continentale, cattura una piccola città mineraria a bordo della quale si trova Hester Shaw, una giovane donna dal volto sfregiato. La ragazza tenta di assassinare Thaddeus Valentine, il più importante storico della città, ma viene fermata da Tom Natsworthy, un apprendista storico teenager. Fallito l'omicidio, Hester tenta la fuga e viene inseguita da Tom che tenta di impedirle di lanciarsi nello scarico dei rifiuti della città. La ragazza rivela di aver tentato l'omicidio di Valentine per vendicarsi dell'assassinio di sua madre, Pandora Shaw, dopodiché si libera dalla presa di Tom e precipita lungo lo scarico. Saputo da Tom quanto Hester le aveva detto, Valentine lo spinge giù a sua volta, riferendo poi alla propria figlia Katherine che i due erano precipitati nel baratro durante una colluttazione. Katherine però nota che sul luogo era presente Bevis Pod, un amico di Tom, il quale ha assistito alla scena e le rivela la verità. Nel frattempo, Thaddeus si reca in una prigione dalla quale libera Shrike, un "uomo rinato" (ovvero un cyborg) con lo scopo di uccidere Hester.
Hester e Tom tentano di sopravvivere nel territorio esterno. Durante la notte i due vengono attaccati da due città di sudisti (le quali praticano la caccia all'uomo) ma vengono salvati da un'anziana coppia che li fa entrare nel loro veicolo mimetizzato. I due però si rivelano essere degli schiavisti, e la coppia viene condotta a un raduno di piccole città commerciali. Qui Hester e Tom vengono salvati da Anna Fang, una nota antitrazionista, che libera Hester dal mercato degli schiavi, salvandola anche dal sopraggiunto Shrike. Tom, salvato a sua volta da Hester, fugge con le due donne. Hester rivela dunque a Tom che Shrike l'ha salvata e cresciuta dopo che Valentine aveva ucciso sua madre e che lei gli aveva promesso che si sarebbe fatta trasformare in un cyborg come lui. Tuttavia Hester fuggì quando seppe dell'arrivo di Londra nell'Europa continentale, cosa che le avrebbe permesso di vendicarsi di Valentine.
I tre giungono ad Aireden, una città volante dove Tom, grazie alle sue conoscenze archeologiche ed ai ricordi di Hester, comprende che Valentine ha sottratto a Pandora un computer di controllo per l'arma Medusa. Tom rivela che per fermare Medusa è necessario un Crash Drive, un dispositivo che causa l'autodistruzione dell'arma e che è però andato perduto. Subito dopo giunge la notizia che Londra è diretta ad est verso Shan Guo, Terra degli antitrazionisti: Valentine, che nel mentre ha ucciso il sindaco di Londra, intende usare Medusa per abbattere la muraglia che da secoli protegge tali terre e nutrire Londra con le loro risorse. Contemporaneamente sul luogo giunge Shrike il quale tenta ancora di catturare Hester, causando la distruzione di Aireden e numerosi morti. Ferito mortalmente e compreso che Hester si è innamorata di Tom, Shrike libera la ragazza dalla sua promessa e muore quando Aireden precipita al suolo, non prima di riconsegnarle il medaglione che le aveva affidato sua madre Pandora e che lui le aveva sottratto quando la trovò esanime dopo la fuga da Valentine.
Giunti alla muraglia Anna Fang, Tom ed Hester avvisano il governatore locale dell'imminente minaccia: la flotta di aeromobili da battaglia viene schierata, ma Londra la distrugge in un sol colpo, insieme a una grande porzione della muraglia, utilizzando Medusa. Nel mentre Hester si è resa conto che il medaglione consegnatole dalla madre contiene un Crash Drive. Anna Fang e i suoi uomini, utilizzando i pochi velivoli rimasti operativi, decidono dunque di scortare Anna e Tom a Londra con lo scopo di disattivare Medusa, che nel frattempo ha sparato un secondo colpo. Nonostante le perdite dovute alla contraerea di Londra, il gruppo riesce nell'impresa. Anna affronta Valentine, dando a Hester la possibilità di distruggere Medusa ma venendo uccisa dall'uomo. Poco dopo Hester e Valentine si affrontano e, durante lo scontro, l'uomo rivela alla giovane di essere suo padre. Hester fugge dallo scontro saltando su un aereo pilotato da Tom (che nel mentre ha distrutto il motore di Londra, lanciata a tutta velocità contro la muraglia di Shan Guo da Valentine) e, pochi istanti dopo, il ragazzo bombarda l'aereo su cui si trova Valentine, facendolo precipitare. Valentine sopravvive all'impatto, ma pochi istanti dopo il suo aereo viene schiacciato dai cingoli di Londra, che arresta la sua folle corsa poco dopo.
Guidati da Katherine, i londinesi sopravvissuti si dirigono verso i resti della muraglia, dove vengono pacificamente accolti dagli antitrazionisti.
A questo punto Tom e Hester decidono di andarsene e viaggiare per vedere il mondo.

## Produzione
Le riprese del film sono iniziate nell'aprile 2017 e sono terminate nel luglio dello stesso anno.
Peter Jackson, sceneggiatore e produttore della pellicola, ha diretto qualche scena di seconda unità, seguendo le linee guida del regista Rivers e divertendosi molto a fare cose che non faceva più da anni.
Il budget del film è stato di 100 milioni di dollari.

## Promozione
Il primo teaser trailer viene diffuso il 18 dicembre 2017, mentre il trailer esteso il 5 giugno 2018.

## Distribuzione
Il film è stato distribuito nelle sale cinematografiche statunitensi a partire dal 14 dicembre 2018, ed in quelle italiane, inizialmente fissato per il Natale 2018, dal 13 dicembre.

## Accoglienza

### Incassi
Il film ha incassato 83,6 milioni di dollari in tutto il mondo; considerando anche i costi della pubblicità, la pellicola ha causato una perdita di circa 174 milioni agli studios, rendendolo il più grande flop del 2018 e una delle maggiori perdite della storia del cinema.

### Critica
Sull'aggregatore Rotten Tomatoes il film riceve il 26% delle recensioni professionali positive con un voto medio di 4,88 su 10 basato su 186 critiche, mentre su Metacritic ottiene un punteggio di 44 su 100 basato su 33 recensioni.

## Riconoscimenti
- 2018 - Golden Trailer Awards
  - Candidatura per il miglior teaser
- 2019 - VES Awards[11]
  - Miglior modello in photoreal o animato per Londra